# Snooker-Saison 2023/24
Die Snooker-Saison 2023/24 war eine Spielzeit der World Snooker Tour. Sie bestand aus 23 Turnieren im Zeitraum Juni 2023 bis Mai 2024, an denen die 130 Spieler des Snookerweltverbands teilnahmen.

## Saisonergebnisse
Wegen der COVID-19-Pandemie und der restriktiven Gegenmaßnahmen waren seit den World Open 2019 in der Volksrepublik China keine internationalen Snookerturniere mehr ausgetragen worden. In der Sonderverwaltungszone Hongkong hatte es im Herbst 2022 schon ein Einladungsturnier gegeben, aber erst im Frühjahr 2023 gab die chinesische Regierung ihre Null-Covid-Strategie auf. Dies ermöglichte die Rückkehr des Shanghai Masters, der International Championship und der World Open sowie die Neuaufnahme der Wuhan Open in den Turnierkalender. Mit dem World Masters of Snooker gab es außerdem erstmals ein Turnier in Saudi-Arabien. 
Das im Vorjahr initiierte WST Classic wurde nicht wiederholt und blieb eine einmalige Veranstaltung. Auch das Hong Kong Masters und die 6-Red World Championship, die beide nach längerer Pause wieder ausgetragen worden waren, fanden in dieser Saison keine Fortsetzung. Unter dem Strich gab es damit in dieser Spielzeit 2 Ranglistenturniere mehr als im Spieljahr davor.
Für die drei Triple-Crown-Turniere (UK Championship, Masters, Weltmeisterschaft) wurde eine Sonderprämie eingeführt: Für zwei Maximum Breaks bei den 3 Turnieren konnte ein Spieler 147.000 £ extra gewinnen. Zwar wurden 4 Breaks von 147 Punkten erzielt, allerdings von 4 verschiedenen Spielern, so dass die Prämie nicht ausgezahlt wurde.
| Datum                             | Turnier                         | Austragungsort | Art                   | Sieger                     | Finalist                   | Ergebnis |
| --------------------------------- | ------------------------------- | -------------- | --------------------- | -------------------------- | -------------------------- | -------- |
| 26. Juni bis 21. Juli 2023        | Championship League 2023        | Leicester      | Weltranglistenturnier | Shaun Murphy               | Mark Williams              | 3:0      |
| 22. bis 27. August 2023           | European Masters 2023           | Nürnberg       | Weltranglistenturnier | Barry Hawkins              | Judd Trump                 | 9:6      |
| 11. bis 17. September 2023        | Shanghai Masters 2023           | Shanghai       | Einladungsturnier     | Ronnie O’Sullivan          | Luca Brecel                | 11:9     |
| 25. September bis 1. Oktober 2023 | British Open 2023               | Cheltenham     | Weltranglistenturnier | Mark Williams              | Mark Selby                 | 10:7     |
| 2. bis 8. Oktober 2023            | English Open 2023               | Brentwood      | Weltranglistenturnier | Judd Trump                 | Zhang Anda                 | 9:7      |
| 9. bis 15. Oktober 2023           | Wuhan Open 2023                 | Wuhan          | Weltranglistenturnier | Judd Trump                 | Ali Carter                 | 10:7     |
| 22. bis 29. Oktober 2023          | Northern Ireland Open 2023      | Belfast        | Weltranglistenturnier | Judd Trump                 | Chris Wakelin              | 9:3      |
| 5. bis 12. November 2023          | International Championship 2023 | Tianjin        | Weltranglistenturnier | Zhang Anda                 | Tom Ford                   | 10:6     |
| 13. bis 19. November 2023         | Champion of Champions 2023      | Bolton         | Einladungsturnier     | Mark Allen                 | Judd Trump                 | 10:3     |
| 25. November bis 3. Dezember 2023 | UK Championship 2023            | York           | Weltranglistenturnier | Ronnie O’Sullivan          | Ding Junhui                | 10:7     |
| 6. bis 9. Dezember 2023           | Snooker Shoot-Out 2023 (2)      | Swansea        | Weltranglistenturnier | Mark Allen                 | Cao Yupeng                 | 64:5 a   |
| 11. bis 17. Dezember 2023         | Scottish Open 2023              | Edinburgh      | Weltranglistenturnier | Gary Wilson                | Noppon Saengkham           | 9:5      |
| 2. Januar bis 13. März 2024       | Championship League 2024        | Leicester      | Einladungsturnier     | Mark Selby                 | Joe O’Connor               | 3:1      |
| 7. bis 14. Januar 2024            | Masters 2024                    | London         | Einladungsturnier     | Ronnie O’Sullivan          | Ali Carter                 | 10:7     |
| 15. bis 21. Januar 2024           | World Grand Prix 2024           | Leicester      | Weltranglistenturnier | Ronnie O’Sullivan          | Judd Trump                 | 10:7     |
| 29. Januar bis 4. Februar 2024    | German Masters 2024             | Berlin         | Weltranglistenturnier | Judd Trump                 | Si Jiahui                  | 10:5     |
| 12. bis 18. Februar 2024          | Welsh Open 2024                 | Llandudno      | Weltranglistenturnier | Gary Wilson                | Martin O’Donnell           | 9:4      |
| 19. bis 25. Februar 2024          | Players Championship 2024       | Telford        | Weltranglistenturnier | Mark Allen                 | Zhang Anda                 | 10:8     |
| 4. bis 6. März 2024               | World Masters of Snooker        | Riad           | Einladungsturnier     | Ronnie O’Sullivan          | Luca Brecel                | 5:2      |
| 18. bis 24. März 2024             | World Open 2024                 | Yushan         | Weltranglistenturnier | Judd Trump                 | Ding Junhui                | 10:4     |
| 30./31. März 2024                 | World Mixed Doubles 2024        | Manchester     | Einladungsturnier     | Reanne Evans / Luca Brecel | Rebecca Kenna / Mark Selby | 4:2      |
| 1. bis 7. April 2024              | Tour Championship 2024          | Manchester     | Weltranglistenturnier | Mark Williams              | Ronnie O’Sullivan          | 10:5     |
| 20. April bis 6. Mai 2024         | Snookerweltmeisterschaft 2024   | Sheffield      | Weltranglistenturnier | Kyren Wilson               | Jak Jones                  | 18:14    |

## Spieler der Profitour 2023/24
Die 68 bestplatzierten Spieler der Weltrangliste am Ende der Saison 2022/23 behielten ihren Platz auf der Profitour. Üblicherweise galt das nur für die Top 64, aber wegen Verfahren des Weltverbands WPBSA gegen eine Reihe von Profispielern, die während der Qualifikationsphase noch nicht entschieden waren, verlängerte sich für 4 weitere Spieler der Profistatus automatisch um ein Jahr. 36 weitere Spieler, die 2021 die Startberechtigung für zwei Jahre erhalten hatten, standen ebenfalls als Teil des Profifelds fest.
Folgende Spieler kamen als Neuzugänge hinzu und erhielten einen Startplatz für die Spielzeiten 2023/24 und 2024/25:
| Qualifikation über die Ein-Jahres-Rangliste - Daniel Wells - Jimmy White - Ian Burns - Hammad Miah Internationale Qualifikationen: - Jiang Jun – China (CBSA China Tour) - Xing Zihao – China (CBSA China Tour) - Long Zehuang – China (CBSA China Tour) - Ross Muir – Europa (EBSA – Europameister) - Liam Graham – Europa (EBSA – U21-Europameister) - Liu Hongyu – Asien/Ozeanien (APSBF – Asien-Pazifik-Meister) - Ahmed Aly Elsayed – Amerika (PABSA – Amerikameister) - Mostafa Dorgham – Afrika (ABSC – Afrikameister) Qualifikation über die World Women’s Snooker Tour: - Siripaporn Nuanthakhamjan (Weltmeisterin) - Reanne Evans (Weltranglistenerste) Qualifikation über die WPBSA Q Tour: - Martin O’Donnell - Ashley Carty Qualifikation über die WSF Championship: - Ma Hailong (Open Championship) - Stan Moody (Junior Championship) | Qualifikation über die Q School (Turnier 1, Turnier 2) - Alexander Ursenbacher - Andrew Higginson - Liam Pullen - Andrew Pagett - Louis Heathcote - Dean Young - Stuart Carrington - Alfie Burden Qualifikation über die Asia-Oceania Q School (Turnier 1, Turnier 2) - Thor Chuan Leong - Manasawin Phetmalaikul - Ishpreet Singh Chadha - He Guoqiang Invitational Tour Card - Marco Fu |